# Cristian Romaniello
Cristian Romaniello (Novi Ligure, 21 giugno 1988) è un politico e psicologo italiano.

## Biografia
Trascorre la sua infanzia a Lodi per poi stabilirsi a Voghera, dove si diploma perito elettronico e delle telecomunicazioni presso l’Istituto di Istruzione Superiore “A. Maserati”.
Nel 2015 consegue la laurea magistrale in psicologia con 110 e lode presso l’Università degli Studi di Pavia.
L’anno successivo, oltre a conseguire il titolo di psicologo, partecipa al concorso di dottorato di ricerca in Psychology, Neuroscience and Data Science presso il Department of Brain and Behavioral Sciences della stessa Università di Pavia, risultando vincitore.
Durante l’attività di ricerca, è stato tutor didattico in metodologia della ricerca scientifica e metodi di analisi dei dati, nonché rappresentante di categoria eletto al Consiglio di Dipartimento.
È autore di diverse pubblicazioni, sia di natura scientifica che divulgativa.
Dal 2012 al 2016 è autore, speaker e regista di una trasmissione radiofonica presso Radio PNR di Tortona.
Dal 2016 è iscritto all’Ordine dei giornalisti della Lombardia.
Legato al mondo del Terzo settore, dal 2008 è volontario del soccorso presso la Croce Rossa Italiana.
Impegnato sul fronte della prevenzione del suicidio, nel 2021 ha pubblicato il volume “Ogni vita conta” di cui è autore e curatore.
Dal 2021 coordina il gruppo tecnico sulla prevenzione del suicidio istituito presso la Consulta delle società scientifiche di psicologia del Consiglio Nazionale dell’ordine degli psicologi.

## Attività politica
Il 4 marzo 2018, a 29 anni, è eletto parlamentare alla Camera dei deputati nella XVIII legislatura dopo essere risultato il primo uomo più votato alle parlamentarie del Movimento 5 Stelle per il collegio Lombardia 4-01, e secondo in lista dietro la capolista, la consigliera regionale lombarda uscente, Iolanda Nanni.
Dal 21 giugno 2018 è commissario agli Affari Esteri per la Camera dei deputati. Dopo una temporanea assegnazione alle Politiche dell’Unione Europea, dal 16 marzo 2022 è commissario alla Difesa.
A febbraio 2019 viene nominato presidente della Delegazione dell’Unione Interparlamentare per i rapporti con la Svizzera. Nello stesso anno, è delegato parlamentare presso la 74ma assemblea generale ONU.
Espulso nel 2021 dal gruppo parlamentare dal M5S per aver contestato il metodo decisionale adottato dal partito per determinare l’appoggio al Governo Draghi, si pone come indipendente all’interno del gruppo misto.
Nel febbraio 2022 aderisce a Europa Verde-Verdi Europei, assumendo le funzioni di Presidente dell’omonima componente parlamentare e di Vicepresidente del gruppo parlamentare misto.
È autore e primo firmatario del primo disegno di legge italiano in tema di prevenzione del suicidio e degli atti di autolesionismo, nonché della mozione che istituisce la Strategia nazionale per la prevenzione del suicidio, approvata il 14 giugno 2022.
Alle elezioni europee del 2024 è candidato nella circoscrizione nord-occidentale per la lista di Michele Santoro Pace Terra Dignità, ma con 328 preferenze arriva penultimo senza essere eletto.